# Georges-Oscar Villeneuve
Georges-Oscar Villeneuve (1914-1982) est un des premiers et un des plus importants météorologues du Québec. Forestier de formation, il a également été très actif dans le domaine des sciences naturelles, participant à d'importantes sociétés d'histoire naturelle telle la Société linnéenne du Québec.

## Carrière
Oscar Villeneuve a fait ses études universitaires en génie forestier à l'Université Laval à Québec. Il a poursuit à l'université Yale de New Haven, Connecticut aux États-Unis où il obtenu un doctorat. Il a par la suite travaillé au Ministère des richesses naturelles du Québec comme ingénieur forestier et ensuite au Service de météorologie.
Il est l'auteur de plusieurs articles et ouvrages sur la météorologie générale et la climatologie du Québec.

## Reconnaissance
Le nom de la Réserve écologique G.-Oscar-Villeneuve, créée en 1989 et située près de Saint-Fulgence et Sainte-Rose-du-Nord au Saguenay, honore sa mémoire.